# Archidiocèse de Lviv
L'archidiocèse de Lviv est une circonscription ecclésiastique de l'Église catholique en Ukraine dont le siège est situé à Lviv, capitale administrative de l'oblast de Lviv. Marian Jaworski, a été nommé administrateur apostolique de Lviv et des territoires de la Pologne le 21 mai 1984, archevêque de Lviv en 1991. Il s'est retiré et a été remplacé en 2008 par Mieczysław Mokrzycki.

## Suffragants
Les diocèses de Kamianets-Podilsky, Kharkiv-Zaporijia, Kiev-Jytomyr, Loutsk, Moukatcheve, Odessa-Simferopol sont suffragants de l'archevêché de Lviv.

## Histoire

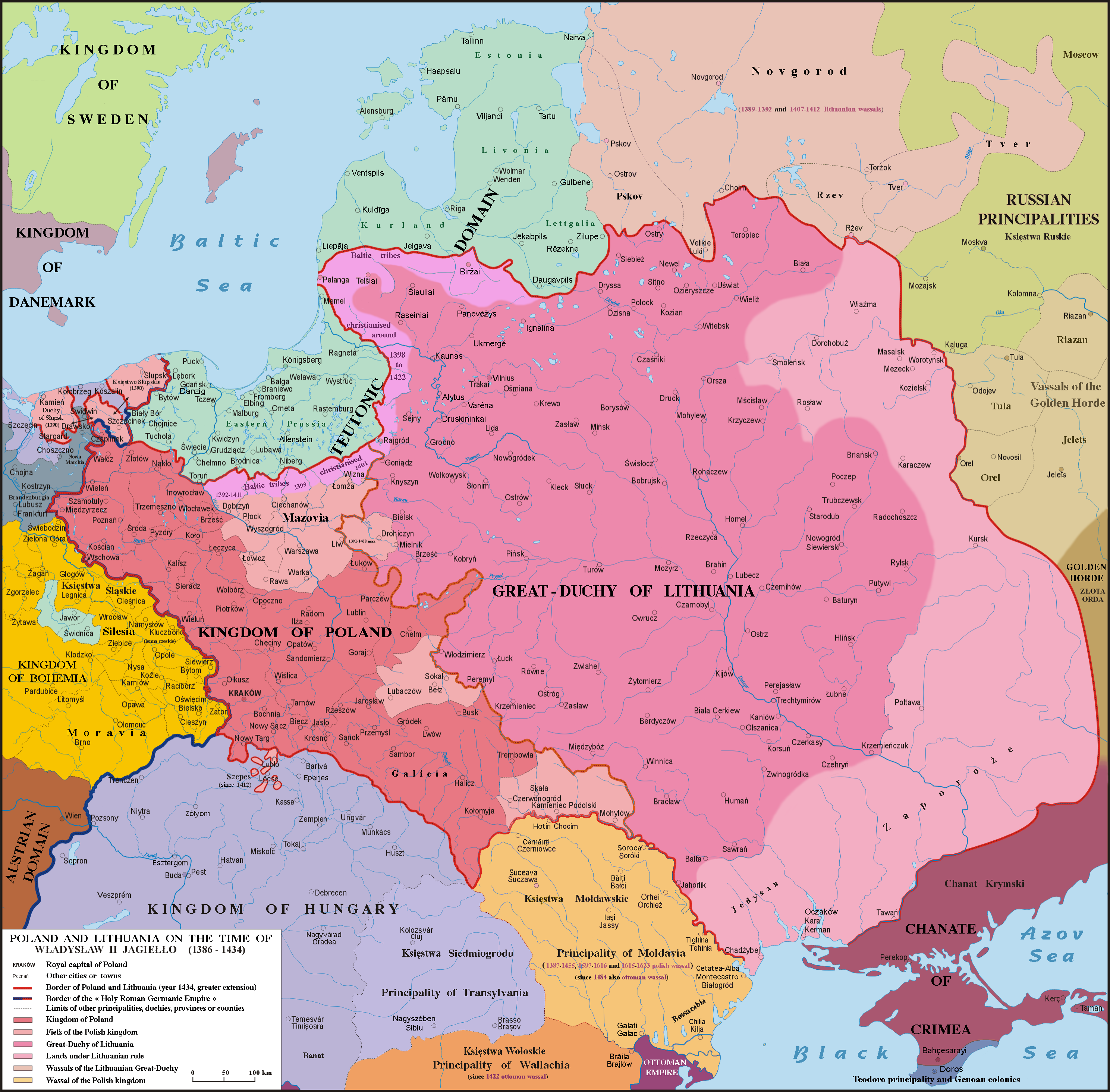
Le royaume de Pologne et le grand-duché de Lituanie entre 1386-1434, sous le règne de Ladislas II Jagellon

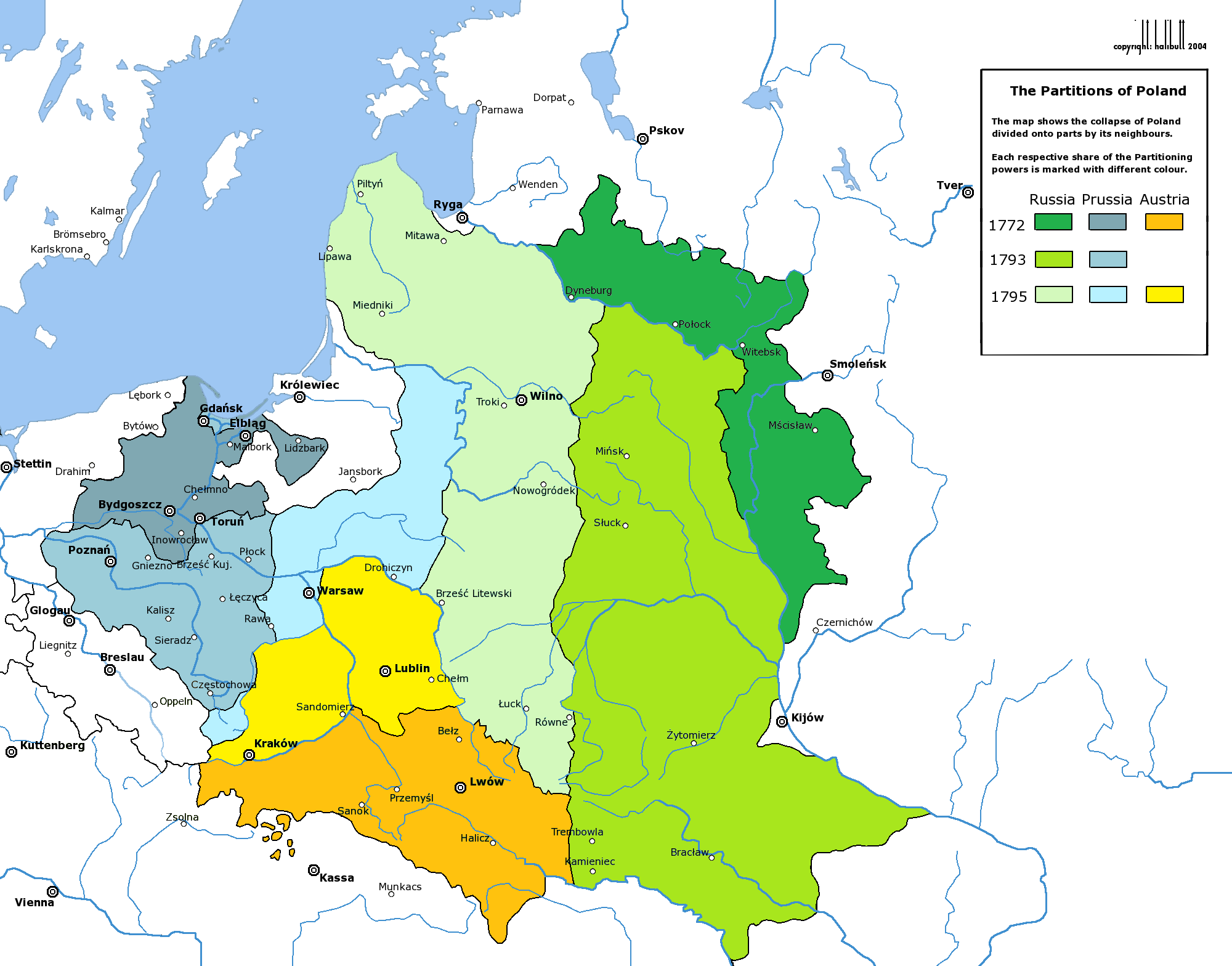
Les trois partages de la Pologne (1772-1793-1795)

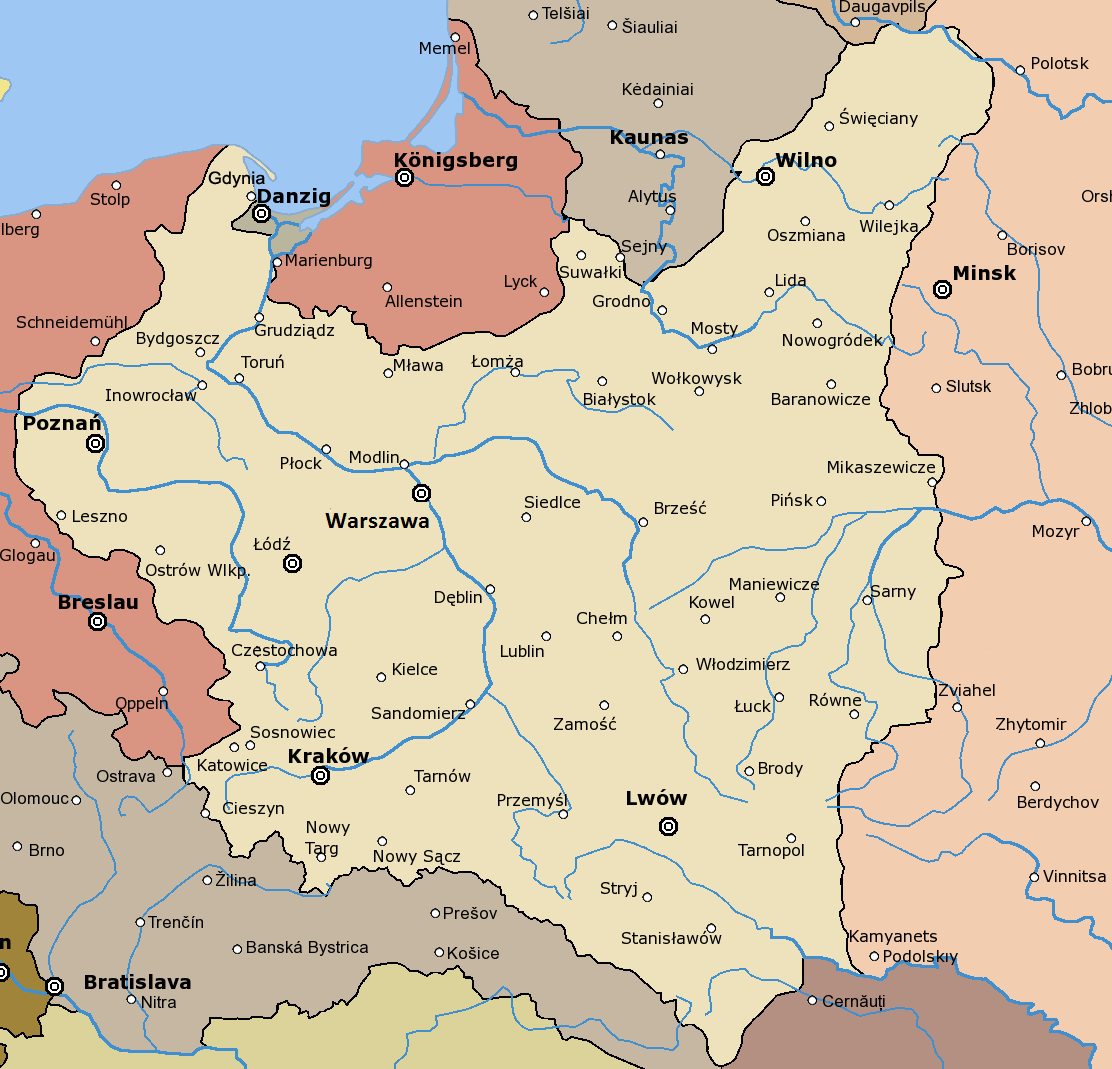
Deuxième République de Pologne en 1919

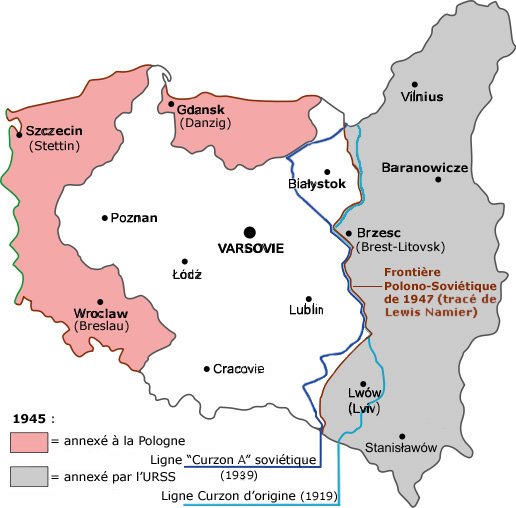
Les transferts de territoire en 1945

Au XIIIe siècle, à la suite des invasions mongoles, la ville de Halytch, capitale du royaume de Galicie-Volhynie, décline. Daniel de Galicie a fondé en 1256 la ville de Lviv qui porte le nom de son fils, Lev (Léon). Il a déplacé la capitale du royaume de Halytch à Chełm. Sous Léon Ier de Galicie la capitale du Galicie-Volhynie est déplacée en 1272 à Lviv. Après le décès en 1340 de Georges II de Galicie-Volhynie, dernier roi de la dynastie fondée par Roman le Grand, le roi de Pologne Kazimierz III est son successeur désigné conformément à l'accord de Visegrád datant de 1338.
De 1349 à 1352, le roi de Pologne Kazimierz III et le grand-duc de Lituanie, Gediminas, s'affrontent pour s'emparer de la principauté de Galicie-Volhynie. En 1352, la Pologne et la Lituanie concluent un accord sur le partage de la Galicie-Volhynie. Kazimierz III obtient la Galicie avec Lviv, Halytch, Chełm, Loutsk et Belz, la Podolie et un morceau de la Volhynie.
Le diocèse de Halytch est créé en 1361. Le 8 avril 1363, le pape Urbain V écrit à l'évêque de Poznań pour obtenir du roi Kazimierz III la construction d'une cathédrale à Lviv. Le pape Grégoire XI par la bulle pontificale Debitum pasiombs officii érige canoniquement l'église de Halytch comme archidiocèse le 13 février 1375. Les églises de Przemyśl, Volodymyr-Volynsky et Chełm sont nommées dans les lettres de Grégoire XI et sont ses suffragants. Le diocèse de Lviv n'est pas cité à cette date. Le 3 mars 1375, il est discuté d'un transfert du siège métropolitain de Halytch à Lviv.
Craignant les attaques des Tatars, le duc Władysław II d'Opole, après l'installation des trois diocèses Galicie, a demandé au pape de déplacer la capitale de l'archidiocèse de Galicie à Lviv, ce qui est fait le 28 août 1412 par l'antipape Jean XXIII.
L'évêque Bernard Wilczek (1505-1540) fait reconstruire la cathédrale détruite par un incendie.
En 1740, l'archevêché de Lviv compte 4 diocèses suffragants : le diocèse de Przemyśl, le diocèse de Kiev, le diocèse de Chełm et le diocèse de Kamianets .
Au premier partage de la Pologne, en 1772, l'ouest de la Podolie est annexé par l'impératrice Marie-Thérèse d'Autriche. Au troisième partage de la Pologne, en 1795, l'Autriche annexe aussi l'ouest de la Galicie et le sud de la Mazovie, avec les villes de Cracovie et Lublin, l'archidiocèse de Lviv et les diocèses de Przemyśl et de Chełm. La partie orientale est incorporée à l'Empire de Russie avec les diocèses de Loutsk, de Kamianets et de Kiev qui sont rattachés à l'archidiocèse de Moguilev créé le 15 avril 1783.
En 1790, le diocèse de Chełm est rattaché au diocèse de Lublin. Ce diocèse prend le nom de diocèse de Lublin le 22 septembre 1805 et devient suffragant de l'archidiocèse de Varsovie quand le diocèse devient archidiocèse, le 30 juin 1818.
Après l'ouverture de la Diète de Galicie, le 13 février 1817, l'archevêque de Lviv obtient le titre de primat du royaume de Galicie et de Lodomérie. L'archidiocèse de Lviv a alors deux diocèses suffragants, Przemyśl  et Tarnów.
Après la Première Guerre mondiale et le traité de Versailles, la Deuxième République de Pologne est établie. L'archidiocèse de Lviv (Lwòw) fait partie de la Pologne.
L'archidiocèse perd des territoires au profit du diocèse d'Iaşi (de) (Église romano-catholique de Roumanie) le 5 juin 1930.
Après la Seconde Guerre mondiale, les frontières entre la République populaire de Pologne et l'Union des républiques socialistes soviétiques sont modifiées. L'archidiocèse gagne des territoires en 1945 sur le diocèse de Przemyśl. Les autorités soviétiques obligent l'archevêque de Lviv Eugeniusz Baziak à quitter Lviv, le 26 avril 1946.
La pape Jean-Paul II a réactivé l'archidiocèse de Lviv le 16 janvier 1991. Marian Jaworski a été nommé archevêque de Lviv. Le 3 juin 1991, l'archidiocèse de Lviv perd des territoires au profit de l'administration apostolique de Lubaczów.

## Églises de l'archidiocèse de Lviv
L'église de l'Assomption-de-la-Bienheureuse-Vierge-Marie de Lviv est la cathédrale de l'archidiocèse et une basilique mineure.
Autre basilique mineure :
- Basilique de l'Exaltation-de-la-Sainte-Croix, à Tchernivtsi, oblast de Tchernivtsi.

## Évêques puis archevêques de Lviv (Lwów en polonais)

### Évêques
- Konrad, (dates inconnues)[4],
- Maciej, de 1375 à 1380,
- Bernard (O.F.M.), de 1384 à 1390,
- Jakub Strzemię (O.F.M.), de 1391 à 1409,
- Mikołaj Trąba, du 18 juin 1410 jusqu'au 30 avril 1412, puis archevêque de Gniezno.

### Archevêques
- Jan Rzeszowski, de la maison Rzeszowski, du 26 août 1412 jusqu'à sa mort le 12 août 1436[5],
- Jan Odrowąż , du 25 février 1437 jusqu'à sa mort en septembre 1450,
- Grzegorz de Sanok, du 17 mars 1451 jusqu'à sa mort le 29 janvier 1477,
- Jan Długosz, de 1480 jusqu'à sa mort le 19 mai 1480,
- Jan Strzelecki (Wątróbka), du 9 mai 1481 jusqu'à sa mort le 26 août 1488,
- Andrzej Boryszewski, du 23 mai 1488 jusqu'au 18 décembre 1503, puis archevêque de Gniezno[6],
- Bernard Wilczek, du 28 avril 1505 jusqu'à sa mort en 1540,
- Piotr Starzechowski, du 31 mai 1540 jusqu'à sa mort le 1er avril 1554,
- Feliks Ligęza , du 7 janvier 1555 jusqu'à sa mort le 26 février 1560,
- Paweł Tarło , du 15 janvier 1561 jusqu'à sa mort le 21 mai 1565,
- Stanisław Słomowski (Szbomowski), du 7 septembre 1565 jusqu'à sa mort le 22 septembre 1575,
- Jan Sienieński, du 10 décembre 1576 jusqu'à sa mort en 1582,
- Jan Dymitr Solikowski, du 28 mars 1583 jusqu'à sa mort le 27 juin 1603[7],
- Jan Zamoyski (O.S.B.), du 4 février 1604 jusqu'à sa mort le 30 mars 1614,
- Jan Andrzej Próchnicki, du 24 novembre 1614 jusqu'à sa mort le 13 mai 1633,
- Stanisław Grochowski, du 19 décembre 1633 jusqu'à sa mort le 1er mars 1645,
- Mikołaj Krosnowski, du 12 juin 1645 jusqu'à sa mort le 26 septembre 1653,
- Jan Tarnowski, du 6 juillet 1654 jusqu'à sa mort le 24 août 1669[8],
- Wojciech Koryciński, du 30 juin 1670 jusqu'à sa mort le  17 janvier 1677,
- Konstanty Samuel Lipski, du 17 mars 1681 jusqu'à sa mort le 19 mai 1698,
- Konstantyn Józef Zieliński, du 30 mars 1700 jusqu'à sa mort le 17 février 1709,
- Mikołaj Popławski, du 21 juillet 1710 jusqu'à sa mort le 7 septembre 1711,
- Jan Skarbek, du 30 janvier 1713 jusqu'à sa mort le 2 décembre 1733[9],
- Mikołaj Gerard Wyżycki, du 6 mai 1737 jusqu'à sa mort le 7 avril 1757,
- Władysław Aleksander Łubieński, du 13 mars 1758 jusqu'au 9 avril 1759, puis archevêque de Gniezno,
- Wacław Hieronim Sierakowski, du 21 juillet 1760 jusqu'à sa mort le 25 octobre 1780,
- Ferdynand Onufry Kicki, du 25 octobre 1780 jusqu'à sa mort le 1er février 1797,
- Kajetan Ignacy Kicki, de 18 décembre 1797 jusqu'à sa mort le 15 janvier 1812[10],
- Andreas Alois Ankwicz von Skarbek-Poslawice (de), du 15 mars 1815 jusqu'au 30 septembre 1833, puis archevêque de Prague,
- Franz Xavier Luschin, du 23 juin 1834 jusqu'au 6 avril 1835, puis archevêque de Gorizia et Gradisca,
- František Pištěk, du 1er février 1836 jusqu'à sa mort le 1er février 1846,
- Václav Vilém Václavíček, du 17 décembre 1847 jusqu'à sa démission le 29 mai 1848,
- Łukasz Baraniecki, du 28 septembre 1849 jusqu'à sa mort le 30 juin 1858,
- Franciszek Ksawery Wierzchleyski, du 23 mars 1860 jusqu'à sa mort le 17 avril 1884,
- Seweryn Morawski, du 27 mars 1885 jusqu'à sa mort le 2 mai 1900,
- Joseph Bilczewski|Józef Bilczewski, du 17 décembre 1900 jusqu'à sa mort le 20 mars 1923,
- Bolesław Twardowski (pl), du 3 août 1923 jusqu'à sa mort le 22 novembre 1944,
- Eugeniusz Baziak, du 22 novembre 1944 jusqu'à sa mort le 15 juin 1962,
  - Marian Jaworski, administrateur apostolique de Lviv et des territoires de la Pologne en 1984
- Marian Jaworski, du 16 janvier 1991 jusqu'au 21 octobre 2008, cardinal in pectore en 1998, proclamée en 2001
- Mieczysław Mokrzycki, depuis le 21 octobre 2008